# هارتفرد (ایلینوی)
هارتفرد (به انگلیسی: Hartford) یک منطقهٔ مسکونی در ایالات متحده آمریکا است که در شهرستان مدیسون، ایلینوی واقع شده‌است. هارتفرد ۱۴٫۰۸ کیلومتر مربع مساحت و ۱٬۱۸۵ نفر جمعیت دارد.